# Conselho de Estado (Portugal)
O Conselho de Estado é o órgão político português de consulta do Presidente da República, tendo sido estabelecido a 30 de outubro de 1982. 
Sucessor do medieval Conselho de El-Rei e do renascentista Conselho de Estado, o moderno Conselho de Estado, com as suas atribuições atuais, foi criado a 23 de setembro de 1822. Teve ao longo da História diversas composições e distintas competências.

## História

### Origem
Nas Cortes de Coimbra de 1385, os procuradores dos concelhos pediram ao rei a criação de um "conselho régio", com quatro representantes dos letrados e outros dez dos três estados do reino (dois membros do clero, quatro da nobreza e quatro do povo, sendo estes cidadãos de Lisboa, Porto, Coimbra e Évora) e de natureza permanente, não dependente de convocação régia.
No entanto, a existência de um órgão colegial consultivo do chefe do Estado português é anterior a 1385. Em meados do século XV, as Ordenações Afonsinas (livro I, título LVIIII), promulgadas no reinado de D. Afonso V, já referiam a figura dos conselheiros do rei e as qualidades e condições necessárias para a ocupação do cargo.
Em 1569, D. Sebastião dá regimento ao Conselho de Estado institucionalizado pelo cardeal D. Henrique em 1562. Em 1582, e no âmbito da União Ibérica, o rei Filipe I de Portugal (Filipe II da Espanha) criou o Conselho de Portugal com sede em Madrid, o qual tinha como objetivo fazer a ligação entre a Coroa Ibérica e o governo do Reino de Portugal. Em paralelo ao Conselho de Portugal em Madrid, foi mantido o Conselho de Estado que continuou a funcionar em Lisboa.
Depois da Restauração da Independência, o rei D. João IV outorgou novo regimento ao Conselho de Estado em 1645. O Conselho de Estado limitava-se a proceder ao exame dos assuntos que lhe eram cometidos pelo Rei, perdendo competências para os outros conselhos e tribunais régios. No século XVIII, o Conselho entra em decadência. Em 1754, não existiam conselheiros, apenas havendo nova nomeação de cinco conselheiros em 1760. Como estes não foram substituídos após a sua morte, em 1792 repete-se a inexistência de membros e, só em 1796, se designam catorze novo[s conselheiros.

### Monarquia Constitucional
Em 1821, após a Revolução Liberal, no decreto que aprovou as bases da Constituição de 1822, foi criado o primeiro Conselho de Estado como instituição regular, presidido pelo Rei e composto por oito conselheiros propostos pelas Cortes e escolhidos pelo Monarca. A Constituição, no seu capítulo VII, institucionaliza o Conselho, composto por «treze cidadãos de entre as pessoas mais distintas por seus conhecimentos e virtudes». Teria como principais atribuições o aconselhamento do Rei na aprovação ou rejeição das leis, na declaração de guerra e no estabelecimento de tratados com nações estrangeiras e a proposta ao Rei de quem nomear para os os lugares magistratura e os bispados. Em 1823, a Constituição foi revogada, nunca tendo este Conselho chegado a entrar em funções.
A Carta Constitucional de 1826, no seu capítulo VII, determinava que houvesse um Conselho de Estado constituído por conselheiros vitalícios, nomeados pelo Rei e portugueses de origem, que fossem ouvidos em «todos os negócios graves e medidas gerais de pública administração, principalmente sobre a declaração da guerra, ajustes de paz, Negociações com as nações estrangeiras; assim como em todas as ocasiões, em que o rei se proponha exercer qualquer das atribuições próprias do poder moderador» (artigo 110.º).
Em 1833, D. Pedro IV, em nome da rainha D. Maria II, cria o Conselho de Estado por decreto, segundo o disposto na Carta Constitucional, composto por doze conselheiros com o ordenado anual de 2 400$00 réis cada.
Um decreto de 1832 de Mouzinho da Silveira previa a ampliação da competência do Conselho de Estado às matérias administrativas, o que só veio a concretizar-se com uma carta de lei e respetivo regulamento em 1845, suspensos no ano seguinte e restabelecidos em 1848. A Constituição de 1838 não previa a formação de um Conselho de Estado. Com o regresso à Carta Constitucional em 1842, retoma-se o Conselho.
A lei de 1845 conservou os doze conselheiros de Estado de 1833, efectivos e vitalícios, e possibilitou a nomeação de conselheiros extraordinários até ao limite de doze, criou o cargo de secretário geral, e admitiu a existência de praticantes, com a designação de ouvidores, limitados a dezoito. As atribuições do Conselho de Estado, até então meramente consultivas, foram ampliadas, passando a poder conhecer em recurso das decisões administrativas em matéria contenciosa, e dos conflitos de jurisdição entre as autoridades administrativas, e entre estas e as judiciais, bem como dos recursos do Tribunal de Contas nos casos de incompetência, transgressão de fórmulas e violação da lei.
O Conselho de Estado era constituído por duas secções - secção administrativa e secção do contencioso administrativo - e quatro comissões: negócios do reino e da guerra; negócios de justiça, eclesiásticos e estrangeiros; negócios da fazenda; e Negócios da Marinha e Ultramar.
Novo decreto de 1870 separou o Conselho de Estado político, criado pela Carta Constitucional, do Conselho de Estado administrativo, que recebeu o nome de Supremo Tribunal Administrativo. O mesmo decreto tornou gratuitas as funções do Conselho de Estado político, fixou o número de conselheiros em doze e estabeleceu a composição e atribuições do Supremo Tribunal Administrativo.
O Conselho de Estado foi declarado extinto na sequência do derrube da Monarquia Constitucional e Implantação da República Portuguesa em outubro de 1910.

### Segunda República
A Constituição de 1911 não previa a existência do Conselho de Estado e como tal o mesmo não existiu durante o período da Primeira República. No entanto, em 1931, durante a Ditadura Militar, foi criado um Conselho Político Nacional para funcionar junto do Presidente da República. 
O Conselho Político Nacional viria a ser o antecedente do Conselho de Estado restaurado com a Constituição de 1933. A Constituição definia que, junto do Presidente da República, funcionava o Conselho de Estado composto pelos presidentes do Conselho de Ministros, da Assembleia Nacional e da Câmara Corporativa, pelo procurador-geral da República e por cinco homens públicos de superior competência nomeados pelo Chefe de Estado.

### Terceira República
Após o 25 de Abril de 1974, o empossado presidente Spínola cria o seu Conselho de Estado. Figuram neles os sete elementos iniciais da Junta de Salvação Nacional (JSN. Inicialmente, o próprio Spínola, Costa Gomes, Silvério Marques, Diogo Neto, Galvão de Melo, Pinheiro de Azevedo, e Rosa Coutinho), sete do Movimento das Forças Armadas (Vasco Gonçalves, Víctor Alves, Melo Antunes, Víctor Crespo, Almada Contreiras, Pereira Pinto e Costa Martins) e sete cidadãos designados pelo presidente (Freitas do Amaral, Henrique de Barros, Isabel Magalhães Colaço, Almeida Bruno, Azeredo Perdigão, Rafael Durão e Ruy Luís Gomes).
Após os acontecimentos de 28 de Setembro de 1974, demitem-se da Junta de Salvação Nacional e do Conselho de Estado, todos os demais membros da JSN menos Costa Gomes (nomeado Presidente da República), Pinheiro de Azevedo e Rosa Coutinho, que virão a eleger como novos membros Soares Fabião, Fisher Lopes Pires, Narciso Mendes Dias, e também temporariamente Pinho Freire.
Imediatamente após a Intentona de 11 de Março, é substituido o Conselho de Estado, em conjunto com a Junta de Salvação Nacional, pelo Conselho da Revolução. Este era composto inteiramente por oficiais das Forças Armadas. Ao entrar em vigência em 1976, a atual Constituição não previa então a existência de um Conselho de Estado, estando as antigas atribuições daquele a cargo do Conselho da Revolução.
O Conselho da Revolução acabaria contudo por ser extinto através da revisão constitucional de 1982, sendo as suas funções repartidas entre dois novos órgãos criados pela revisão: o restaurado Conselho de Estado e o Tribunal Constitucional (algumas outras competências passaram à Assembleia da República).
O Presidente da República atual, Marcelo Rebelo de Sousa, tem convocado reuniões do Conselho de Estado com maior periodicidade que os seus antecessores – regra geral, tem-no feito a cada trimestre. Para além disso, Marcelo convidou pela primeira vez personalidades estrangeiras a participaram em reuniões. Convidou, até meados de 2018, os seguintes representantes de instituições internacionais: por ordem cronológica, Mario Draghi, presidente do Banco Central Europeu (juntamente com Carlos Costa, governador do Banco de Portugal), Roberto Azevêdo, diretor-geral da Organização Mundial de Comércio, Jean-Claude Juncker, presidente da Comissão Europeia, e António Guterres, secretário-geral da Organização das Nações Unidas e antigo membro do Conselho.

## Competência
Compete ao Conselho de Estado:
- Pronunciar-se obrigatória mas não vinculativamente:
  - Sobre a dissolução da Assembleia da República e das Assembleias Legislativas das regiões autónomas dos Açores e da Madeira;
  - Sobre a demissão do Governo no caso previsto no n.º 2 do artigo 195.º da Constituição[15];
  - Sobre a declaração da guerra e a feitura da paz;
  - Aconselhar o Presidente da República no exercício das suas funções, quando este lho solicitar;
  - Sobre determinados atos do Presidente da República interino[16].
- Noutros casos previstos na Constituição.

## Composição
O Conselho de Estado é presidido pelo Presidente da República e integrado por membros por inerência, membros escolhidos pelo Presidente da República e membros eleitos pela Assembleia da República.
- Membros por inerência:
  - O Presidente da Assembleia da República;
  - O Primeiro-Ministro;
  - O Presidente do Tribunal Constitucional;
  - O Provedor de Justiça;
  - Os presidentes dos governos regionais dos Açores e da Madeira;
  - Os antigos presidentes da República eleitos na vigência da Constituição, que não hajam sido destituídos do cargo.
- Membros escolhidos pelo Presidente da República:
  - Cinco cidadãos designados pelo Presidente da República pelo período correspondente à duração do seu mandato.
- Membros eleitos pela Assembleia da República:
  - Cinco cidadãos eleitos pela Assembleia da República, de harmonia com o princípio da representação proporcional, pelo período correspondente à duração da legislatura.

## Membros

### Posse e mandato
Os membros do Conselho de Estado são empossados pelo Presidente da República.
Os membros do Conselho de Estado por inerência mantêm-se em funções enquanto exercerem os respetivos cargos.
O mandato dos membros do Conselho de Estado designados pelo Presidente da República cessa com o mandato do Presidente da República que os tiver designado.
O mandato dos membros do Conselho de Estado eleitos pela Assembleia da República cessa com o termo da legislatura.
Nos dois casos anteriores os membros do Conselho de Estado mantêm-se em funções até à posse dos que os substituírem nos respetivos cargos.

### Imunidade
Os Conselheiros de Estado gozam de imunidade, como sinal de máxima honra do cargo que ocupam. Assim, um Conselheiro de Estado apenas pode ser presente a juízo com autorização prévia do Conselho, que levante a sua imunidade. Ao contrário da imunidade dos Deputados da Assembleia da República, que é obrigatoriamente levantada quando o crime em causa é punível com pena superior a 3 anos de prisão, a decisão do Conselho de Estado quanto ao levantamento da imunidade de um dos seus membros é livre; em caso de recusa o membro suspeito apenas responde em Tribunal quando deixar de ser Conselheiro de Estado.

## Regimento e reuniões
Compete ao Conselho elaborar o seu Regimento. As reuniões do Conselho de Estado não são públicas.

## Composição atual
Desde 5 de junho de 2025:
| Presidente do Conselho de Estado |                         |            |                         |                                |             |
| Retrato                          | Nome                    | Estatuto   | Cargo                   | Nascimento                     | Mandato     |
|                                  | Marcelo Rebelo de Sousa | Presidente | Presidente da República | Lisboa, 12 de dezembro de 1948 | 2021 – 2026 |

| Conselheiros de Estado                |                          |                  |                                                                             |                                          |                  |
| Retrato                               | Conselheiro              | Estatuto         | Cargo                                                                       | Nascimento                               | Mandato          |
|                                       | José Pedro Aguiar-Branco | Inerência        | Presidente da Assembleia da República                                       | Porto, 18 de julho de 1957               | 2025 – 2029      |
|                                       | Luís Montenegro          | Inerência        | Primeiro-Ministro                                                           | Porto, 16 de fevereiro de 1973           | 2025 – 2029      |
|                                       | José João Abrantes       | Inerência        | Presidente do Tribunal Constitucional                                       | Portalegre, 18 de junho de 1957          | 2023 – 2025      |
|                                       | Miguel Albuquerque       | Inerência        | Presidente do Governo Regional da Madeira                                   | Funchal, 4 de maio de 1961               | 2025 – 2029      |
|                                       | José Manuel Bolieiro     | Inerência        | Presidente do Governo Regional dos Açores                                   | Povoação, 23 de junho de 1965            | 2024 – 2028      |
|                                       | António Ramalho Eanes    | Vitalício        | Antigo Presidente da República (eleito na vigência da Constituição de 1976) | Alcains, 25 de janeiro de 1935           | 1986 – Vitalício |
|                                       | Aníbal Cavaco Silva      | Vitalício        | Antigo Presidente da República (eleito na vigência da Constituição de 1976) | Boliqueime, 15 de julho de 1939          | 2016 – Vitalício |
| Nomeados pelo Presidente da República |                          |                  |                                                                             |                                          |                  |
|                                       | António Lobo Xavier      | Nomeado          | –                                                                           | Coimbra, 16 de outubro de 1959           | 2021 – 2026      |
|                                       | Lídia Jorge              | Nomeado          | –                                                                           | Boliqueime, 18 de junho de 1946          | 2021 – 2026      |
|                                       | Luís Marques Mendes      | Nomeado          | –                                                                           | Guimarães, 5 de setembro de 1957         | 2021 – 2026      |
|                                       | Leonor Beleza            | Nomeado          | –                                                                           | Porto, 23 de novembro de 1948            | 2021 – 2026      |
|                                       | Joana Carneiro           | Nomeado          | –                                                                           | Lisboa, 30 de setembro de 1976           | 2024 – 2026      |
| Eleitos pela Assembleia da República  |                          |                  |                                                                             |                                          |                  |
|                                       | Francisco Pinto Balsemão | Eleito (PPD/PSD) | –                                                                           | Lisboa, 1 de setembro de 1937            | 2024 – 2028      |
|                                       | Carlos César             | Eleito (PS)      | –                                                                           | Ponta Delgada, 30 de outubro de 1956     | 2024 – 2028      |
|                                       | Carlos Moedas            | Eleito (PPD/PSD) | –                                                                           | Beja, 10 de agosto de 1970               | 2024 – 2028      |
|                                       | Pedro Nuno Santos        | Eleito (PS)      | –                                                                           | São João da Madeira, 13 de abril de 1977 | 2024 – 2028      |
|                                       | André Ventura            | Eleito (CH)      | –                                                                           | Sintra, 15 de janeiro de 1983            | 2024 – 2028      |

## Conselheiros de Estado desde 1982
| Conselheiro            | Conselheiro                           | Estatuto                              | Cargo                                     | Mandato                 | Mandato                 | Duração do mandato | Conselheiro de  |
| Conselheiro            | Conselheiro                           | Estatuto                              | Cargo                                     | Inicio                  | Fim                     | Duração do mandato | Conselheiro de  |
| ---------------------- | ------------------------------------- | ------------------------------------- | ----------------------------------------- | ----------------------- | ----------------------- | ------------------ | --------------- |
|                        | António Ramalho Eanes                 | Presidente                            | Presidente da República                   | 30 de outubro de 1982   | 9 de março de 1986      | 3 anos, 130 dias   | Eanes           |
| Vitalício              | António Ramalho Eanes                 | Antigo Presidente da República        | 18 de março de 1986                       | Atualidade              | 39 anos, 126 dias       | Soares             |                 |
| Vitalício              | António Ramalho Eanes                 | Antigo Presidente da República        | 18 de março de 1986                       | Atualidade              | 39 anos, 126 dias       | Sampaio            |                 |
| Vitalício              | António Ramalho Eanes                 | Antigo Presidente da República        | 18 de março de 1986                       | Atualidade              | 39 anos, 126 dias       | Cavaco             |                 |
| Vitalício              | António Ramalho Eanes                 | Antigo Presidente da República        | 18 de março de 1986                       | Atualidade              | 39 anos, 126 dias       | Rebelo de Sousa    |                 |
|                        | Francisco de Oliveira Dias            | Inerência                             | Presidente da Assembleia da República     | 30 de outubro de 1982   | 3 de novembro de 1982   | 4 dias             | Eanes           |
|                        | Francisco Pinto Balsemão              | Inerência                             | Primeiro-Ministro                         | 30 de outubro de 1982   | 9 de junho de 1983      | 222 dias           | Eanes           |
| Eleito (PSD)           | Francisco Pinto Balsemão              | –                                     | 15 de julho de 2005                       | Atualidade              | 20 anos, 7 dias         | Sampaio            |                 |
| Eleito (PSD)           | Francisco Pinto Balsemão              | –                                     | 15 de julho de 2005                       | Atualidade              | 20 anos, 7 dias         | Cavaco             |                 |
| Eleito (PSD)           | Francisco Pinto Balsemão              | –                                     | 15 de julho de 2005                       | Atualidade              | 20 anos, 7 dias         | Rebelo de Sousa    |                 |
|                        | João Bosco Mota Amaral                | Inerência                             | Presidente do Governo Regional dos Açores | 30 de outubro de 1982   | 20 de outubro de 1995   | 12 anos, 355 dias  | Eanes           |
| Soares                 | João Bosco Mota Amaral                | Inerência                             | Presidente do Governo Regional dos Açores | 30 de outubro de 1982   | 20 de outubro de 1995   | 12 anos, 355 dias  |                 |
| Eleito (PSD)           | João Bosco Mota Amaral                | –                                     | 27 de dezembro de 2001                    | 2 de maio de 2002       | 126 dias                | Sampaio            |                 |
| Inerência              | João Bosco Mota Amaral                | Presidente da Assembleia da República | 2 de maio de 2002                         | 16 de março de 2005     | 2 anos, 318 dias        | Sampaio            |                 |
|                        | Alfredo Nobre da Costa                | Nomeado                               | –                                         | 30 de outubro de 1982   | 9 de março de 1996      | 13 anos, 131 dias  | Eanes           |
| Soares                 | Alfredo Nobre da Costa                | Nomeado                               | –                                         | 30 de outubro de 1982   | 9 de março de 1996      | 13 anos, 131 dias  |                 |
|                        | Ernesto Melo Antunes                  | Nomeado                               | –                                         | 30 de outubro de 1982   | 9 de março de 1986      | 3 anos, 130 dias   | Eanes           |
| 29 de abril de 1996    | Ernesto Melo Antunes                  | Nomeado                               | –                                         | 10 de agosto de 1999✝   | 3 anos, 103 dias        | Sampaio            |                 |
|                        | Henrique de Barros                    | Nomeado                               | –                                         | 30 de outubro de 1982   | 9 de março de 1986      | 3 anos, 130 dias   | Eanes           |
|                        | Jorge de Figueiredo Dias              | Nomeado                               | –                                         | 30 de outubro de 1982   | 9 de março de 1986      | 3 anos, 130 dias   | Eanes           |
|                        | Miguel Galvão Teles                   | Nomeado                               | –                                         | 30 de outubro de 1982   | 9 de março de 1986      | 3 anos, 130 dias   | Eanes           |
|                        | Mário Soares                          | Eleito (PS)                           | –                                         | 30 de outubro de 1982   | 9 de junho de 1983      | 222 dias           | Eanes           |
| Inerência              | Mário Soares                          | Primeiro-Ministro                     | 14 de julho de 1983                       | 6 de novembro de 1985   | 2 anos, 115 dias        | Eanes              |                 |
| Presidente             | Mário Soares                          | Presidente da República               | 9 de março de 1986                        | 9 de março de 1996      | 10 anos, 0 dias         | Soares             |                 |
| Vitalício              | Mário Soares                          | Antigo Presidente da República        | 29 de abril de 1996                       | 7 de janeiro de 2017✝   | 20 anos, 253 dias       | Sampaio            |                 |
| Vitalício              | Mário Soares                          | Antigo Presidente da República        | 29 de abril de 1996                       | 7 de janeiro de 2017✝   | 20 anos, 253 dias       | Cavaco             |                 |
| Vitalício              | Mário Soares                          | Antigo Presidente da República        | 29 de abril de 1996                       | 7 de janeiro de 2017✝   | 20 anos, 253 dias       | Rebelo de Sousa    |                 |
|                        | Diogo Freitas do Amaral               | Eleito (CDS)                          | –                                         | 30 de outubro de 1982   | 9 de junho de 1983      | 222 dias           | Eanes           |
|                        | Carlos Mota Pinto                     | Eleito (PSD)                          | –                                         | 30 de outubro de 1982   | 7 de maio de 1985✝      | 2 anos, 189 dias   | Eanes           |
|                        | Nuno Rodrigues dos Santos             | Eleito (PSD)                          | –                                         | 30 de outubro de 1982   | 30 de maio de 1985      | 2 anos, 212 dias   | Eanes           |
|                        | Leonardo Ribeiro de Almeida           | Inerência                             | Presidente da Assembleia da República     | 29 de dezembro de 1982  | 8 de junho de 1983      | 161 dias           | Eanes           |
| Eleito (PSD)           | Leonardo Ribeiro de Almeida           | –                                     | 17 de junho de 1985                       | 20 de dezembro 1991     | 6 anos, 186 dias        | Eanes              |                 |
| Eleito (PSD)           | Leonardo Ribeiro de Almeida           | –                                     | 17 de junho de 1985                       | 20 de dezembro 1991     | 6 anos, 186 dias        | Soares             |                 |
|                        | Eudoro Pamplona Corte-Real            | Inerência                             | Provedor de Justiça                       | 29 de dezembro de 1982  | 18 de abril de 1985     | 2 anos, 110 dias   | Eanes           |
|                        | Alberto João Jardim                   | Inerência                             | Presidente do Governo Regional da Madeira | 29 de dezembro de 1982  | 20 de abril de 2015     | 32 anos, 112 dias  | Eanes           |
| Soares                 | Alberto João Jardim                   | Inerência                             | Presidente do Governo Regional da Madeira | 29 de dezembro de 1982  | 20 de abril de 2015     | 32 anos, 112 dias  |                 |
| Sampaio                | Alberto João Jardim                   | Inerência                             | Presidente do Governo Regional da Madeira | 29 de dezembro de 1982  | 20 de abril de 2015     | 32 anos, 112 dias  |                 |
| Cavaco                 | Alberto João Jardim                   | Inerência                             | Presidente do Governo Regional da Madeira | 29 de dezembro de 1982  | 20 de abril de 2015     | 32 anos, 112 dias  |                 |
|                        | Basílio Horta                         | Eleito (CDS)                          | –                                         | 20 de janeiro de 1983   | 30 de maio de 1985      | 2 anos, 130 dias   | Eanes           |
|                        | Manuel Alfredo Tito de Morais         | Inerência                             | Presidente da Assembleia da República     | 14 de julho de 1983     | 25 de outubro de 1984   | 1 ano, 103 dias    | Eanes           |
| Eleito (PS)            | Manuel Alfredo Tito de Morais         | –                                     | 7 de novembro de 1984                     | 3 de novembro de 1985   | 364 dias                |                    | Eanes           |
|                        | Armando Marques Guedes                | Inerência                             | Presidente do Tribunal Constitucional     | 14 de julho de 1983     | 30 de outubro de 1989   | 6 anos, 108 dias   | Eanes           |
| Soares                 | Armando Marques Guedes                | Inerência                             | Presidente do Tribunal Constitucional     | 14 de julho de 1983     | 30 de outubro de 1989   | 6 anos, 108 dias   |                 |
|                        | Álvaro Cunhal                         | Eleito (PCP)                          | –                                         | 14 de julho de 1983     | 20 de dezembro 1991     | 8 anos, 160 dias   | Eanes           |
| Soares                 | Álvaro Cunhal                         | Eleito (PCP)                          | –                                         | 14 de julho de 1983     | 20 de dezembro 1991     | 8 anos, 160 dias   |                 |
|                        | António Cândido Miranda Macedo        | Eleito (PS)                           | –                                         | 14 de julho de 1983     | 5 de novembro de 1987   | 4 anos, 115 dias   | Eanes           |
| Soares                 | António Cândido Miranda Macedo        | Eleito (PS)                           | –                                         | 14 de julho de 1983     | 5 de novembro de 1987   | 4 anos, 115 dias   |                 |
|                        | Francisco Lucas Pires                 | Eleito (CDS)                          | –                                         | 14 de julho de 1983     | 3 de novembro de 1985   | 2 anos, 113 dias   | Eanes           |
|                        | Raul Rego                             | Eleito (PS)                           | –                                         | 14 de julho de 1983     | 25 de outubro de 1984   | 1 ano, 104 dias    | Eanes           |
|                        | Fernando do Amaral                    | Inerência                             | Presidente da Assembleia da República     | 7 de novembro de 1984   | 25 de agosto de 1987    | 2 anos, 291 dias   | Eanes           |
| Soares                 | Fernando do Amaral                    | Inerência                             | Presidente da Assembleia da República     | 7 de novembro de 1984   | 25 de agosto de 1987    | 2 anos, 291 dias   |                 |
|                        | Ângelo de Almeida Ribeiro             | Inerência                             | Provedor de Justiça                       | 17 de junho de 1985     | 15 de maio de 1990      | 4 anos, 332 dias   | Eanes           |
| Soares                 | Ângelo de Almeida Ribeiro             | Inerência                             | Provedor de Justiça                       | 17 de junho de 1985     | 15 de maio de 1990      | 4 anos, 332 dias   |                 |
|                        | Aníbal Cavaco Silva                   | Inerência                             | Primeiro-Ministro                         | 6 de março de 1986      | 28 de outubro de 1995   | 9 anos, 236 dias   | Eanes           |
| Soares                 | Aníbal Cavaco Silva                   | Inerência                             | Primeiro-Ministro                         | 6 de março de 1986      | 28 de outubro de 1995   | 9 anos, 236 dias   |                 |
| Presidente             | Aníbal Cavaco Silva                   | Presidente da República               | 9 de março de 2006                        | 9 de março de 2016      | 10 anos, 0 dias         | Cavaco             |                 |
| Vitalício              | Aníbal Cavaco Silva                   | Antigo Presidente da República        | 7 de abril de 2016                        | Atualidade              | 9 anos, 106 dias        | Rebelo de Sousa    |                 |
|                        | Amândio de Azevedo                    | Eleito (PSD)                          | –                                         | 6 de março de 1986      | 5 de novembro de 1987   | 1 ano, 244 dias    | Eanes           |
| Soares                 | Amândio de Azevedo                    | Eleito (PSD)                          | –                                         | 6 de março de 1986      | 5 de novembro de 1987   | 1 ano, 244 dias    |                 |
|                        | António Barbosa de Melo               | Eleito (PSD)                          | –                                         | 6 de março de 1986      | 7 de novembro 1991      | 5 anos, 246 dias   | Eanes           |
| Soares                 | António Barbosa de Melo               | Eleito (PSD)                          | –                                         | 6 de março de 1986      | 7 de novembro 1991      | 5 anos, 246 dias   |                 |
| Inerência              | António Barbosa de Melo               | Presidente da Assembleia da República | 7 de novembro 1991                        | 31 de outubro de 1995   | 3 anos, 357 dias        | Soares             |                 |
| Eleito (PSD)           | António Barbosa de Melo               | –                                     | 29 de abril de 1996                       | 9 de março de 2005      | 8 anos, 314 dias        | Soares             |                 |
| Eleito (PSD)           | António Barbosa de Melo               | –                                     | 29 de abril de 1996                       | 9 de março de 2005      | 8 anos, 314 dias        | Sampaio            |                 |
|                        | Hermínio Martinho                     | Eleito (PRD)                          | –                                         | 6 de março de 1986      | 5 de novembro de 1987   | 1 ano, 244 dias    | Eanes           |
| Soares                 | Hermínio Martinho                     | Eleito (PRD)                          | –                                         | 6 de março de 1986      | 5 de novembro de 1987   | 1 ano, 244 dias    |                 |
|                        | António de Almeida Santos             | Nomeado                               | –                                         | 20 de março de 1986     | 14 de novembro de 1995  | 9 anos, 239 dias   | Soares          |
| Inerência              | António de Almeida Santos             | Presidente da Assembleia da República | 14 de novembro de 1995                    | 9 de abril de 2002      | 6 anos, 146 dias        | Soares             |                 |
| Inerência              | António de Almeida Santos             | Presidente da Assembleia da República | 14 de novembro de 1995                    | 9 de abril de 2002      | 6 anos, 146 dias        | Sampaio            |                 |
| Eleito (PS)            | António de Almeida Santos             | –                                     | 16 de julho de 2002                       | 5 de agosto de 2011     | 9 anos, 20 dias         | Sampaio            |                 |
| Eleito (PS)            | António de Almeida Santos             | –                                     | 16 de julho de 2002                       | 5 de agosto de 2011     | 9 anos, 20 dias         | Cavaco             |                 |
|                        | Joaquim Pinto Machado                 | Nomeado                               | –                                         | 20 de março de 1986     | 3 de setembro de 1987   | 1 ano, 167 dias    | Soares          |
|                        | José de Magalhães Saldanha Gomes Mota | Nomeado                               | –                                         | 20 de março de 1986     | 9 de março de 1996      | 9 anos, 355 dias   | Soares          |
|                        | Rui Nogueira Lobo de Alarcão e Silva  | Nomeado                               | –                                         | 20 de março de 1986     | 9 de março de 1996      | 9 anos, 355 dias   | Soares          |
|                        | Vítor Pereira Crespo                  | Inerência                             | Presidente da Assembleia da República     | 13 de janeiro de 1988   | 7 de novembro de 1991   | 3 anos, 298 dias   | Soares          |
|                        | João José Fraústo da Silva            | Nomeado                               | –                                         | 13 de janeiro de 1988   | 9 de março de 1996      | 8 anos, 56 dias    | Soares          |
|                        | Eurico de Melo                        | Eleito (PSD)                          | –                                         | 13 de janeiro de 1988   | 20 de dezembro 1991     | 3 anos, 341 dias   | Soares          |
| Sampaio                | Eurico de Melo                        | Eleito (PSD)                          | –                                         | 13 de janeiro de 1988   | 20 de dezembro 1991     | 3 anos, 341 dias   |                 |
| 29 de abril de 1996    | Eurico de Melo                        | Eleito (PSD)                          | –                                         | 25 de novembro de 1999  | 3 anos, 210 dias        | Sampaio            |                 |
|                        | Vítor Constâncio                      | Eleito (PS)                           | –                                         | 13 de janeiro de 1988   | 28 de março de 1989     | 1 ano, 74 dias     | Soares          |
| Nomeado                | Vítor Constâncio                      | –                                     | 29 de abril de 1996                       | 9 de março de 2006      | 9 anos, 314 dias        | Sampaio            |                 |
|                        | Jorge Sampaio                         | Eleito (PS)                           | –                                         | 28 de março de 1989     | 9 de março de 1996      | 6 anos, 347 dias   | Soares          |
| Presidente             | Jorge Sampaio                         | Presidente da República               | 9 de março de 1996                        | 9 de março de 2006      | 10 anos, 0 dias         | Sampaio            |                 |
| Vitalício              | Jorge Sampaio                         | Antigo Presidente da República        | 6 de abril de 2006                        | 10 de setembro de 2021✝ | 15 anos, 157 dias       | Cavaco             |                 |
| Vitalício              | Jorge Sampaio                         | Antigo Presidente da República        | 6 de abril de 2006                        | 10 de setembro de 2021✝ | 15 anos, 157 dias       | Rebelo de Sousa    |                 |
|                        | José Manuel Cardoso da Costa          | Inerência                             | Presidente do Tribunal Constitucional     | 5 de fevereiro de 1990  | 11 de Abril de 2003     | 13 anos, 65 dias   | Soares          |
| Sampaio                | José Manuel Cardoso da Costa          | Inerência                             | Presidente do Tribunal Constitucional     | 5 de fevereiro de 1990  | 11 de Abril de 2003     | 13 anos, 65 dias   |                 |
|                        | Mário Raposo                          | Inerência                             | Provedor de Justiça                       | 10 de fevereiro de 1991 | 16 de janeiro de 1992   | 340 dias           | Soares          |
|                        | António Guterres                      | Inerência                             | Primeiro-Ministro                         | 14 de novembro de 1995  | 6 de abril de 2002      | 6 anos, 143 dias   | Soares          |
| Sampaio                | António Guterres                      | Inerência                             | Primeiro-Ministro                         | 14 de novembro de 1995  | 6 de abril de 2002      | 6 anos, 143 dias   |                 |
| Nomeado                | António Guterres                      | –                                     | 7 de abril de 2016                        | 20 de novembro de 2016  | 227 dias                | Rebelo de Sousa    |                 |
|                        | Alberto Romão Madruga da Costa        | Inerência                             | Presidente do Governo Regional dos Açores | 14 de novembro de 1995  | 8 de novembro de 1996   | 360 dias           | Soares          |
| Sampaio                | Alberto Romão Madruga da Costa        | Inerência                             | Presidente do Governo Regional dos Açores | 14 de novembro de 1995  | 8 de novembro de 1996   | 360 dias           |                 |
|                        | António Dias da Cunha                 | Nomeado                               | –                                         | 14 de novembro de 1995  | 9 de março de 1996      | 116 dias           | Soares          |
|                        | José Menéres Pimentel                 | Inerência                             | Provedor de Justiça                       | 29 de abril de 1996     | 18 de maio de 2000      | 4 anos, 19 dias    | Sampaio         |
|                        | Carlos Carvalhas                      | Nomeado                               | –                                         | 29 de abril de 1996     | 9 de março de 2006      | 9 anos, 314 dias   | Sampaio         |
|                        | José Manuel Galvão Teles              | Nomeado                               | –                                         | 29 de abril de 1996     | 9 de março de 2006      | 9 anos, 314 dias   | Sampaio         |
|                        | Maria de Jesus Serra Lopes            | Nomeado                               | –                                         | 29 de abril de 1996     | 9 de março de 2006      | 9 anos, 314 dias   | Sampaio         |
|                        | Manuel Alegre                         | Eleito (PS)                           | –                                         | 29 de abril de 1996     | 6 de junho de 2002      | 6 anos, 38 dias    | Sampaio         |
| 10 de dezembro de 2004 | Manuel Alegre                         | Eleito (PS)                           | –                                         | 9 de março de 2005      | 89 dias                 |                    | Sampaio         |
| 15 de julho de 2005    | Manuel Alegre                         | Eleito (PS)                           | –                                         | 22 de outubro de 2015   | 10 anos, 99 dias        | Sampaio            |                 |
| 15 de julho de 2005    | Manuel Alegre                         | Eleito (PS)                           | –                                         | 22 de outubro de 2015   | 10 anos, 99 dias        | Cavaco             |                 |
| 22 de junho de 2022    | Manuel Alegre                         | Eleito (PS)                           | –                                         | 19 de junho de 2024     | 1 ano, 363 dias         | Rebelo de Sousa    |                 |
|                        | Fernando Gomes                        | Eleito (PS)                           | –                                         | 29 de abril de 1996     | 25 de novembro de 1999  | 3 anos, 210 dias   | Sampaio         |
|                        | José Gomes Canotilho                  | Eleito (PS)                           | –                                         | 29 de abril de 1996     | 6 de junho de 2002      | 6 anos, 38 dias    | Sampaio         |
| 3 de fevereiro de 2010 | José Gomes Canotilho                  | Eleito (PS)                           | –                                         | 5 de agosto de 2011     | 1 ano, 183 dias         | Cavaco             |                 |
|                        | Carlos César                          | Inerência                             | Presidente do Governo Regional dos Açores | 15 de abril de 1997     | 2 de novembro de 2012   | 15 anos, 201 dias  | Sampaio         |
| Cavaco                 | Carlos César                          | Inerência                             | Presidente do Governo Regional dos Açores | 15 de abril de 1997     | 2 de novembro de 2012   | 15 anos, 201 dias  |                 |
| Eleito (PS)            | Carlos César                          | –                                     | 12 de janeiro de 2016                     | Atualidade              | 9 anos, 191 dias        | Cavaco             |                 |
| Eleito (PS)            | Carlos César                          | –                                     | 12 de janeiro de 2016                     | Atualidade              | 9 anos, 191 dias        | Rebelo de Sousa    |                 |
|                        | João Cravinho                         | Nomeado                               | –                                         | 27 de janeiro de 2000   | 9 de março de 2006      | 6 anos, 41 dias    | Sampaio         |
|                        | João Soares                           | Eleito (PS)                           | –                                         | 27 de janeiro de 2000   | 6 de junho de 2002      | 2 anos, 130 dias   | Sampaio         |
|                        | Marcelo Rebelo de Sousa               | Eleito (PSD)                          | –                                         | 27 de janeiro de 2000   | 27 de dezembro de 2001  | 1 ano, 334 dias    | Sampaio         |
| Nomeado                | Marcelo Rebelo de Sousa               | –                                     | 6 de abril de 2006                        | 9 de março de 2016      | 9 anos, 338 dias        | Cavaco             |                 |
| Presidente             | Marcelo Rebelo de Sousa               | Presidente da República               | 9 de março de 2016                        | Atualidade              | 9 anos, 138 dias        | Rebelo de Sousa    |                 |
|                        | Henrique Nascimento Rodrigues         | Inerência                             | Provedor de Justiça                       | 10 de julho de 2000     | 10 de julho de 2009     | 9 anos, 0 dias     | Sampaio         |
| Cavaco                 | Henrique Nascimento Rodrigues         | Inerência                             | Provedor de Justiça                       | 10 de julho de 2000     | 10 de julho de 2009     | 9 anos, 0 dias     |                 |
|                        | José Manuel Durão Barroso             | Inerência                             | Primeiro-Ministro                         | 2 de maio de 2002       | 17 de julho 2004        | 2 anos, 76 dias    | Sampaio         |
|                        | Eduardo Ferro Rodrigues               | Eleito (PS)                           | –                                         | 16 de julho de 2002     | 21 de julho de 2004     | 2 anos, 5 dias     | Sampaio         |
| Inerência              | Eduardo Ferro Rodrigues               | Presidente da Assembleia da República | 12 de janeiro de 2016                     | 29 de Março de 2022     | 6 anos, 76 dias         | Cavaco             |                 |
| Inerência              | Eduardo Ferro Rodrigues               | Presidente da Assembleia da República | 12 de janeiro de 2016                     | 29 de Março de 2022     | 6 anos, 76 dias         | Rebelo de Sousa    |                 |
|                        | António Capucho                       | Eleito (PSD)                          | –                                         | 16 de julho de 2002     | 9 de março de 2005      | 2 anos, 236 dias   | Sampaio         |
| 15 de junho de 2009    | António Capucho                       | Eleito (PSD)                          | –                                         | 5 de agosto de 2011     | 2 anos, 51 dias         | Cavaco             |                 |
|                        | Paulo Portas                          | Eleito (CDS-PP)                       | –                                         | 16 de julho de 2002     | 9 de março de 2005      | 2 anos, 236 dias   | Sampaio         |
|                        | Luís Nunes de Almeida                 | Inerência                             | Presidente do Tribunal Constitucional     | 26 de junho de 2003     | 6 de Setembro de 2004✝  | 1 ano, 72 dias     | Sampaio         |
|                        | Pedro Santana Lopes                   | Inerência                             | Primeiro-Ministro                         | 10 de dezembro de 2004  | 12 de março de 2005     | 92 dias            | Sampaio         |
|                        | Artur Joaquim de Faria Maurício       | Inerência                             | Presidente do Tribunal Constitucional     | 10 de dezembro de 2004  | 4 de abril de 2007      | 2 anos, 118 dias   | Sampaio         |
| Cavaco                 | Artur Joaquim de Faria Maurício       | Inerência                             | Presidente do Tribunal Constitucional     | 10 de dezembro de 2004  | 4 de abril de 2007      | 2 anos, 118 dias   |                 |
|                        | Jaime Gama                            | Inerência                             | Presidente da Assembleia da República     | 15 de julho de 2005     | 19 de junho de 2011     | 5 anos, 339 dias   | Sampaio         |
| Cavaco                 | Jaime Gama                            | Inerência                             | Presidente da Assembleia da República     | 15 de julho de 2005     | 19 de junho de 2011     | 5 anos, 339 dias   |                 |
|                        | José Sócrates                         | Inerência                             | Primeiro-Ministro                         | 15 de julho de 2005     | 21 de junho de 2011     | 5 anos, 341 dias   | Sampaio         |
| Cavaco                 | José Sócrates                         | Inerência                             | Primeiro-Ministro                         | 15 de julho de 2005     | 21 de junho de 2011     | 5 anos, 341 dias   |                 |
|                        | Luís Marques Mendes                   | Eleito (PSD)                          | –                                         | 15 de julho de 2005     | 17 de outubro de 2007   | 2 anos, 94 dias    | Sampaio         |
| Cavaco                 | Luís Marques Mendes                   | Eleito (PSD)                          | –                                         | 15 de julho de 2005     | 17 de outubro de 2007   | 2 anos, 94 dias    |                 |
| 25 de outubro de 2011  | Luís Marques Mendes                   | Eleito (PSD)                          | –                                         | 22 de outubro de 2015   | 3 anos, 362 dias        | Cavaco             |                 |
| Nomeado                | Luís Marques Mendes                   | –                                     | 7 de abril de 2016                        | Atualidade              | 9 anos, 106 dias        | Rebelo de Sousa    |                 |
|                        | Jorge Coelho                          | Eleito (PS)                           | –                                         | 15 de julho de 2005     | 15 de abril de 2008     | 2 anos, 275 dias   | Sampaio         |
| Cavaco                 | Jorge Coelho                          | Eleito (PS)                           | –                                         | 15 de julho de 2005     | 15 de abril de 2008     | 2 anos, 275 dias   |                 |
|                        | João Lobo Antunes                     | Nomeado                               | –                                         | 6 de abril de 2006      | 9 de março de 2016      | 9 anos, 338 dias   | Cavaco          |
|                        | Manuela Ferreira Leite                | Nomeado                               | –                                         | 6 de abril de 2006      | 4 de junho de 2008      | 2 anos, 59 dias    | Cavaco          |
|                        | Manuel Dias Loureiro                  | Nomeado                               | –                                         | 6 de abril de 2006      | 28 de maio de 2009      | 3 anos, 52 dias    | Cavaco          |
|                        | Miguel Anacoreta Correia              | Nomeado                               | –                                         | 6 de abril de 2006      | 9 de março de 2011      | 4 anos, 337 dias   | Cavaco          |
|                        | Rui Moura Ramos                       | Inerência                             | Presidente do Tribunal Constitucional     | 15 de junho de 2007     | 2 de outubro de 2012    | 7 anos, 79 dias    | Cavaco          |
|                        | Leonor Beleza                         | Nomeado                               | –                                         | 15 de junho de 2009     | Atualidade              | 16 anos, 37 dias   | Cavaco          |
| Rebelo de Sousa        | Leonor Beleza                         | Nomeado                               | –                                         | 15 de junho de 2009     | Atualidade              | 16 anos, 37 dias   |                 |
|                        | Alfredo José de Sousa                 | Inerência                             | Provedor de Justiça                       | 16 de dezembro de 2009  | 24 de julho de 2013     | 3 anos, 223 dias   | Cavaco          |
|                        | Vítor Bento                           | Nomeado                               | –                                         | 16 de dezembro de 2009  | 14 de julho de 2014     | 8 anos, 99 dias    | Cavaco          |
| 23 de janeiro de 2015  | Vítor Bento                           | Nomeado                               | –                                         | 9 de março de 2016      | 1 ano, 46 dias          |                    | Cavaco          |
|                        | António Bagão Félix                   | Nomeado                               | –                                         | 31 de março de 2011     | 9 de março de 2016      | 4 anos, 344 dias   | Cavaco          |
|                        | Assunção Esteves                      | Inerência                             | Presidente da Assembleia da República     | 28 de julho de 2011     | 23 de outubro de 2015   | 4 anos, 87 dias    | Cavaco          |
|                        | Pedro Passos Coelho                   | Inerência                             | Primeiro-Ministro                         | 28 de julho de 2011     | 26 de novembro de 2015  | 4 anos, 121 dias   | Cavaco          |
|                        | António José Seguro                   | Eleito (PS)                           | –                                         | 25 de outubro de 2011   | 22 de novembro de 2014  | 3 anos, 28 dias    | Cavaco          |
|                        | Luís Filipe Menezes                   | Eleito (PSD)                          | –                                         | 25 de outubro de 2011   | 22 de outubro de 2015   | 3 anos, 362 dias   | Cavaco          |
|                        | Joaquim de Sousa Ribeiro              | Inerência                             | Presidente do Tribunal Constitucional     | 5 de novembro de 2012   | 22 de julho de 2016     | 3 anos, 260 dias   | Cavaco          |
| Rebelo de Sousa        | Joaquim de Sousa Ribeiro              | Inerência                             | Presidente do Tribunal Constitucional     | 5 de novembro de 2012   | 22 de julho de 2016     | 3 anos, 260 dias   |                 |
|                        | Vasco Cordeiro                        | Inerência                             | Presidente do Governo Regional dos Açores | 7 de dezembro de 2012   | 24 de novembro de 2020  | 7 anos, 353 dias   | Cavaco          |
| Rebelo de Sousa        | Vasco Cordeiro                        | Inerência                             | Presidente do Governo Regional dos Açores | 7 de dezembro de 2012   | 24 de novembro de 2020  | 7 anos, 353 dias   |                 |
|                        | José de Faria Costa                   | Inerência                             | Provedor de Justiça                       | 3 de setembro de 2013   | 2 de novembro de 2017   | 4 anos, 60 dias    | Cavaco          |
| Rebelo de Sousa        | José de Faria Costa                   | Inerência                             | Provedor de Justiça                       | 3 de setembro de 2013   | 2 de novembro de 2017   | 4 anos, 60 dias    |                 |
|                        | Alfredo Bruto da Costa                | Eleito (PS)                           | –                                         | 26 de fevereiro de 2015 | 22 de outubro de 2015   | 238 dias           | Cavaco          |
|                        | Miguel Albuquerque                    | Inerência                             | Presidente do Governo Regional da Madeira | 23 de abril de 2015     | Atualidade              | 10 anos, 90 dias   | Cavaco          |
| Rebelo de Sousa        | Miguel Albuquerque                    | Inerência                             | Presidente do Governo Regional da Madeira | 23 de abril de 2015     | Atualidade              | 10 anos, 90 dias   |                 |
|                        | António Costa                         | Inerência                             | Primeiro-Ministro                         | 12 de janeiro de 2016   | 2 de abril de 2024      | 8 anos, 81 dias    | Cavaco          |
| Rebelo de Sousa        | António Costa                         | Inerência                             | Primeiro-Ministro                         | 12 de janeiro de 2016   | 2 de abril de 2024      | 8 anos, 81 dias    |                 |
|                        | Francisco Louçã                       | Eleito (BE)                           | –                                         | 12 de janeiro de 2016   | 29 de abril de 2022     | 6 anos, 107 dias   | Cavaco          |
| Rebelo de Sousa        | Francisco Louçã                       | Eleito (BE)                           | –                                         | 12 de janeiro de 2016   | 29 de abril de 2022     | 6 anos, 107 dias   |                 |
|                        | Adriano Moreira                       | Eleito (CDS)                          | –                                         | 12 de janeiro de 2016   | 22 de novembro de 2019  | 3 anos, 314 dias   | Cavaco          |
| Rebelo de Sousa        | Adriano Moreira                       | Eleito (CDS)                          | –                                         | 12 de janeiro de 2016   | 22 de novembro de 2019  | 3 anos, 314 dias   |                 |
|                        | Domingos Abrantes                     | Eleito (PCP)                          | –                                         | 12 de janeiro de 2016   | 29 de abril de 2022     | 6 anos, 107 dias   | Cavaco          |
| Rebelo de Sousa        | Domingos Abrantes                     | Eleito (PCP)                          | –                                         | 12 de janeiro de 2016   | 29 de abril de 2022     | 6 anos, 107 dias   |                 |
|                        | António Lobo Xavier                   | Nomeado                               | –                                         | 7 de abril de 2016      | Atualidade              | 9 anos, 106 dias   | Rebelo de Sousa |
|                        | Eduardo Lourenço                      | Nomeado                               | –                                         | 7 de abril de 2016      | 1 de dezembro de 2020✝  | 4 anos, 238 dias   | Rebelo de Sousa |
|                        | Manuel da Costa Andrade               | Inerência                             | Presidente do Tribunal Constitucional     | 29 de setembro de 2016  | 9 de fevereiro de 2021  | 4 anos, 133 dias   | Rebelo de Sousa |
|                        | António Damásio                       | Nomeado                               | –                                         | 24 de abril de 2017     | 14 de fevereiro de 2024 | 6 anos, 296 dias   | Rebelo de Sousa |
|                        | Maria Lúcia Amaral                    | Inerência                             | Provedora de Justiça                      | 19 de janeiro de 2018   | 4 de junho de 2025      | 7 anos, 136 dias   | Rebelo de Sousa |
|                        | Rui Rio                               | Eleito (PSD)                          | –                                         | 22 de novembro de 2019  | 29 de abril de 2022     | 2 anos, 158 dias   | Rebelo de Sousa |
|                        | José Manuel Bolieiro                  | Inerência                             | Presidente do Governo Regional dos Açores | 17 de janeiro de 2021   | Atualidade              | 4 anos, 186 dias   | Rebelo de Sousa |
|                        | João Caupers                          | Inerência                             | Presidente do Tribunal Constitucional     | 17 de fevereiro de 2021 | 26 de abril de 2023     | 2 anos, 68 dias    | Rebelo de Sousa |
|                        | Lídia Jorge                           | Nomeado                               | –                                         | 19 de março de 2021     | Atualidade              | 4 anos, 125 dias   | Rebelo de Sousa |
|                        | Augusto Santos Silva                  | Inerência                             | Presidente da Assembleia da República     | 27 de maio de 2022      | 26 de março de 2024     | 1 ano, 304 dias    | Rebelo de Sousa |
|                        | António Sampaio da Nóvoa              | Eleito (PS)                           | –                                         | 22 de junho de 2022     | 19 de junho de 2024     | 1 ano, 363 dias    | Rebelo de Sousa |
|                        | Miguel Cadilhe                        | Eleito (PSD)                          | –                                         | 22 de junho de 2022     | 19 de junho de 2024     | 1 ano, 363 dias    | Rebelo de Sousa |
|                        | José João Abrantes                    | Inerência                             | Presidente do Tribunal Constitucional     | 16 de abril de 2023     | Atualidade              | 2 anos, 97 dias    | Rebelo de Sousa |
|                        | Joana Carneiro                        | Nomeado                               | –                                         | 20 fevereiro 2024       | Atualidade              | 1 ano, 152 dias    | Rebelo de Sousa |
|                        | Luís Montenegro                       | Inerência                             | Primeiro-Ministro                         | 15 de julho de 2024     | Atualidade              | 1 ano, 7 dias      | Rebelo de Sousa |
|                        | José Pedro Aguiar-Branco              | Inerência                             | Presidente da Assembleia da República     | 15 de julho de 2024     | Atualidade              | 1 ano, 7 dias      | Rebelo de Sousa |
|                        | Pedro Nuno Santos                     | Eleito (PS)                           | –                                         | 15 de julho de 2024     | Atualidade              | 1 ano, 7 dias      | Rebelo de Sousa |
|                        | Carlos Moedas                         | Eleito (PSD)                          | –                                         | 15 de julho de 2024     | Atualidade              | 1 ano, 7 dias      | Rebelo de Sousa |
|                        | André Ventura                         | Eleito (CH)                           | –                                         | 15 de julho de 2024     | Atualidade              | 1 ano, 7 dias      | Rebelo de Sousa |

## Ligações exteriores
- A reunião magna de Torres Vedras de 1414: um Conselho de Estado?, por Judite A. Gonçalves de Freitas, Publicado in: A Conquista de Ceuta. Conselho. Régio de Torres Vedras, Turres Veteras – XVII, coord. Carlos Guardado da Silva, Lisboa: Edições Colibri, 2015, pp. 53-64.
- Regimento do Conselho de Estado de 1645